# خشک‌قارچ کهن
خشک‌قارچ کهن (نام علمی: Archaeomarasmius leggetti) نام یک گونه از انقراض است.